# Bilitom
Bilitom (em indonésio: Belitung) é uma ilha da Indonésia situada ao largo da costa oriental de Sumatra, no Mar de Java. Fica entre as ilhas Banca e Bornéu, da qual está separada pelo Estreito de Carimata. Com área de 4 833 km² e centro principal em Tanjung Pandan, tem cerca de 271 868 habitantes (dados de 2014). O seu ponto mais elevado é o monte Tajém (Gunung Tajem) com cerca de 500 m de altitude. 
É famosa pela sua pimenta e pela extração de estanho. Grande parte da população é das etnias malaia ou chinesa. A maior parte da população é muçulmana, sendo a segunda religião o Budismo.
Administrativamente, Bilitom forma um kabupaten (departamento) da província de Banca-Bilitom. A sede é a principal cidade da ilha, Tanjung Pandan.